# Cry for a Shadow
Cry for a Shadow is een instrumentaal nummer van The Beatles uit 1961, opgenomen in de tijd dat ze optraden in Hamburg.

## Opname
Het nummer is opgenomen op 22 juni 1961 in de Friedrich-Ebert-Halle in Hamburg. De producer was Bert Kaempfert. Het was een van de liedjes uit een driedaagse opnamesessie samen met de zanger Tony Sheridan. Twee liedjes namen ze op zonder hem: Cry for a Shadow en Ain't She Sweet. Tijdens de opname hoopten ze dat Polydor, de platenmaatschappij die de opnames regelde, hun een aanbod zou doen, maar de opnamen bleven op de plank liggen.
De bezetting was:
- George Harrison, sologitaar
- John Lennon, slaggitaar
- Paul McCartney, basgitaar
- Pete Best, drums

In tegenstelling tot Ain’t She Sweet, dat uit 1927 dateert en een jazzstandard is, was Cry for a Shadow een nummer van The Beatles zelf. Het nummer ontstond uit een oefensessie van John Lennon en George Harrison. Oorspronkelijk heette het Beatle Bop. Het is het enig bekende nummer van Lennon en Harrison samen.
Cry for a Shadow is geïnspireerd door The Shadows, in die tijd de meest succesvolle instrumentale groep van het Verenigd Koninkrijk. De loopjes die Harrison speelt, lijken op die van Hank B. Marvin, de sologitarist van The Shadows; Paul McCartney’s baspartij heeft veel gemeen met de manier waarop Jet Harris, de basgitarist van The Shadows, speelde. Harris maakte soms ongearticuleerde geluiden tijdens het spelen; zelfs dat werd nagedaan, waarschijnlijk door Paul McCartney. Toch slaagde de groep erin het nummer niet als een Shadows-imitatie te laten klinken.
Cry for a Shadow is met Flying van het album Magical Mystery Tour (en misschien de geluidscollage Revolution 9 van het album The Beatles) het enige instrumentale nummer van The Beatles dat opgenomen is voor een plaat. De instrumentale nummers op de Anthology-serie zijn opnamen van jamsessies of optredens.
Toch speelden The Beatles, zeker in hun beginperiode, tijdens optredens wel instrumentale nummers. Ze hadden ook Apache van The Shadows op hun repertoire. Ook Cry for a Shadow brachten ze live. Andere instrumentale nummers van eigen makelij uit die tijd waren Hot as Sun, Winston's Walk en Looking Glass.

## Toch uitgebracht
Cry for a Shadow was bedoeld als B-kant van Why, een nummer waarop Tony Sheridan zong, maar Polydor bracht in plaats daarvan My Bonnie, met op de achterkant The Saints, als single uit. Als uitvoerenden stonden vermeld: Tony Sheridan & The Beat Brothers. De plaat verscheen in oktober 1961 in Duitsland en in januari 1962 in het Verenigd Koninkrijk. Nu heetten de uitvoerenden Tony Sheridan & The Beatles.
Cry for a Shadow stond ook niet op de lp My Bonnie van januari 1962, waarop twaalf nummers staan van Tony Sheridan and The Beat Brothers. The Beat Brothers zijn daar lang niet altijd The Beatles, maar meestal anonieme studiomuzikanten.
Pas in februari 1964, toen The Beatles beroemd waren geworden, bracht Polydor Cry for a Shadow in combinatie met Why in het Verenigd Koninkrijk uit als single. Cry for a Shadow was nu de A-kant. Uiteraard werden The Beatles nu wel als makers genoemd. In de Verenigde Staten bracht MGM Records dezelfde single op de markt, maar dan met Why als A-kant en Cry for a Shadow als B-kant. In het Verenigd Koninkrijk deed de single niets, in de VS bereikte ze de 88e plaats in de Billboard Hot 100.
In april van dat jaar bracht Polydor een lp uit met de titel The Beatles' First met Cry for a Shadow en Ain't She Sweet en nog tien nummers van Tony Sheridan waarop volgens de inzichten van Polydor The Beatles meespeelden.
In 1995 verscheen Cry for a Shadow op het verzamelalbum Anthology 1, met opnamen uit de begintijd van The Beatles.

## Coverversies
Translator, een groep uit San Francisco, produceerde in 1983 een ep met de titel Break Down Barriers, met onder andere een cover van Cry for a Shadow.
De Amerikaanse rockband The Smithereens bracht in 2008 een album B-Sides The Beatles uit met minder bekende nummers van The Beatles, waaronder Cry for a Shadow.